# De bende van Joss Jamon
De bende van Joss Jamon is het elfde album uit de stripreeks Lucky Luke. Het verhaal werd geschreven door René Goscinny en getekend door Morris en verscheen in 1957 in het stripblad Spirou. Het album werd in 1958 uitgegeven door Dupuis.

## Het verhaal
De bende van Joss Jamon heeft net het stadje Los Palitos City geplunderd. De bende bestaat uit: Joss Jamon, Bill de Knoeier, Jack de Spierbal, Joe de Roodhuid, Pete de Windvaan en Sam de Farmer. Lucky Luke komt in Los Palitos City aan net nadat het stadje door de bende is geplunderd. Een van de bendeleden, Sam de Farmer, verdenkt Lucky Luke als schuldige. De mensen van Los Palitos City willen Lucky Luke ophangen. Lucky Luke weet te ontsnappen door te beloven de bende van Joss Jamon in te rekenen en anders komt hij terug voor zijn ophanging.

## Achtergronden bij het verhaal
- Pete de Windvaan is een karikatuur van René Goscinny, die toen co-scenarist van de strip was.
- De man die Bill de Knoeier zegt dat hij "niet kan goedkeuren dat hij een oude man slaat" is een karikatuur van acteur Jean Gabin.
- Op zeker ogenblik worden de dorpsinwoners gedwongen om Joss Jamon tot burgemeester te verkiezen. Twee figuren zijn een cowboy en een klein indiaantje: Red Ryder en Kleine Bever uit de gelijknamige Amerikaanse westernstrip "Red Ryder" door Stephen Slesinger en Fred Harman.[1]
- In dit album maken voor het eerst Billy The Kid, De Daltons, Calamity Jane en Jesse James hun opwachting in de strip, ook zijn ze bijna allemaal heel anders getekend dan later in de stripreeks.